# 6 Kings Slam
Il 6 Kings Slam è un torneo esibizione di tennis che si tiene a Riad, in Arabia Saudita. La prima edizione ha visto trionfare l'italiano Jannik Sinner in finale contro lo spagnolo Carlos Alcaraz, con il punteggio di 6(5)–7, 6–3, 6–3.
Le partite sono state giocate al "The Venue", impianto con una capacita di 8 000 posti, il 16, 17 e 19 ottobre 2024. Il 18 ottobre è stato un giorno di riposo per rispettare una regola ATP secondo cui i giocatori non possono competere per tre giorni consecutivi in un'esibizione. I sei "re" protagonisti di questo evento sono stati Novak Đoković, Rafael Nadal, Jannik Sinner, Carlos Alcaraz, Daniil Medvedev e Holger Rune.
Poiché questo non è un evento organizzato dall'ATP, i giocatori non hanno guadagnato alcun punto di classifica. A ciascuno dei sei partecipanti è stato garantito un premio minimo per la partecipazione di 1,5 milioni di USD, con il vincitore Jannik Sinner che si è portato a casa il premio più grande nella storia del tennis, 6 milioni di USD, quasi il doppio del premio in denaro per un campione del Grande Slam (3,8 milioni di USD).
Il 7 luglio 2025 è stata confermata la seconda edizione di questo torneo-esibizione. Il torneo si terrà dal 15 al 18 ottobre 2025 e i sei partecipanti invitati sono il campione in carica Jannik Sinner, l'altro finalista del 2024 Carlos Alcaraz, Novak Djokovic, Alexander Zverev, Jack Draper e Taylor Fritz. È stato  confermato il montepremi della precedente edizione. 

## Formato
Il formato ufficiale è stato rivelato essere un torneo a eliminazione diretta, con 2 giocatori che ottengono direttamente l'accesso alle semifinali: Rafael Nadal e Novak Đoković.
- Mercoledì 16 ottobre 2024: Quarti di Finale:

Daniil Medvedev contro Jannik Sinner; Holger Rune contro Carlos Alcaraz
- Giovedì 17 ottobre 2024: Semifinali:

Novak Đoković contro Jannik Sinner; Rafael Nadal contro Carlos Alcaraz
- Venerdì 18 ottobre 2024: Giorno di riposo
- Sabato 19 ottobre 2024: Finale per il 3º posto; Grand Final

## Tabellone
|  | Quarti di finale | Quarti di finale | Quarti di finale | Quarti di finale | Quarti di finale |                |                | Semifinali    | Semifinali    | Semifinali    | Semifinali | Semifinali |                 |                 | Grand Final     | Grand Final     | Grand Final     | Grand Final | Grand Final |  |
|  |                  |                  |                  |                  |                  |                |                |               |               |               |            |            |                 |                 |                 |                 |                 |             |             |  |
|  |                  |                  |                  |                  |                  |                |                | Novak Đoković | Novak Đoković | 2             | 7          | 4          |                 |                 |                 |                 |                 |             |             |  |
|  |                  |                  |                  |                  |                  |                |                | Novak Đoković | Novak Đoković | 2             | 7          | 4          |                 |                 |                 |                 |                 |             |             |  |
|  |                  |                  | Jannik Sinner    | Jannik Sinner    | 6                | 60             | 6              |               |               |               |            |            |                 |                 |                 |                 |                 |             |             |  |
|  | Daniil Medvedev  | Daniil Medvedev  | Jannik Sinner    | Jannik Sinner    | 6                | 60             | 6              | 0             | 3             |               |            |            |                 |                 |                 |                 |                 |             |             |  |
|  | Daniil Medvedev  | Daniil Medvedev  |                  |                  |                  |                |                |               |               |               |            |            |                 |                 |                 |                 |                 |             |             |  |
|  | Jannik Sinner    | Jannik Sinner    | 6                | 6                |                  |                |                |               |               |               |            |            |                 |                 |                 |                 |                 |             |             |  |
|  | Jannik Sinner    | Jannik Sinner    | 6                | 6                |                  | Jannik Sinner  | Jannik Sinner  | 65            | 6             | 6             |            |            |                 |                 |                 |                 |                 |             |             |  |
|  |                  |                  |                  |                  |                  |                |                |               |               |               |            |            |                 |                 |                 |                 |                 |             |             |  |
|  |                  |                  | Carlos Alcaraz   | Carlos Alcaraz   | 7                | 3              | 3              |               |               |               |            |            |                 |                 |                 |                 |                 |             |             |  |
|  | Holger Rune      | Holger Rune      | Carlos Alcaraz   | Carlos Alcaraz   | 7                | 3              | 3              | 4             | 2             |               |            |            |                 |                 |                 |                 |                 |             |             |  |
|  | Holger Rune      | Holger Rune      |                  |                  |                  |                |                | 4             | 2             |               |            |            |                 |                 |                 |                 |                 |             |             |  |
|  | Carlos Alcaraz   | Carlos Alcaraz   | 6                | 6                |                  |                |                |               |               |               |            |            |                 |                 |                 |                 |                 |             |             |  |
|  | Carlos Alcaraz   | Carlos Alcaraz   | 6                | 6                |                  | Carlos Alcaraz | Carlos Alcaraz | 6             | 6             |               |            |            | Finale 3º posto | Finale 3º posto | Finale 3º posto | Finale 3º posto | Finale 3º posto |             |             |  |
|  |                  |                  |                  |                  |                  | Carlos Alcaraz | Carlos Alcaraz | 6             | 6             |               |            |            |                 |                 |                 |                 |                 |             |             |  |
|  |                  |                  | Rafael Nadal     | Rafael Nadal     | 3                | 3              |                |               |               |               |            |            |                 |                 |                 |                 |                 |             |             |  |
|  |                  |                  |                  |                  |                  | 3              |                |               | Novak Đoković | Novak Đoković | 6          | 7          |                 |                 |                 |                 |                 |             |             |  |
|  |                  |                  |                  |                  |                  |                |                |               | Novak Đoković | Novak Đoković | 6          | 7          |                 |                 |                 |                 |                 |             |             |  |
|  |                  |                  |                  |                  |                  |                |                | Rafael Nadal  | Rafael Nadal  | 2             | 65         |            |                 |                 |                 |                 |                 |             |             |  |

## Media
Dazn ha acquisito i diritti globali per trasmettere l'evento, assieme a Sky che ha acquisito i diritti in tutti i paesi del gruppo (Italia, Regno Unito, Irlanda, Germania, Austria e Svizzera).

## Criterio di selezione dei partecipanti
Al 6 Kings Slam vengono invitati i sei giocatori di tennis ancora in attività che abbiamo conquistato più Slam nella propria carriera. Sono stati infatti invitati Novak Đoković e Rafael Nadal ai quali, avendo vinto più Slam di tutti in carriera, è stato dato un "bye" che ha permesso di accedere direttamente alle semifinali. Hanno partecipato al torneo anche Carlos Alcaraz, vincitore di quattro Slam in carriera, Jannik Sinner, vincente in due prove del Grande Slam, e Daniil Medvedev con uno Slam vinto. Oltre a questi tennisti, gli unici ancora in attività che possono vantare un titolo Slam sono Stan Wawrinka che però, pur avendo vinto tre Slam, non è stato invitato a causa di recenti infortuni e problemi fisici, e Dominic Thiem, prossimo al ritiro la settimana successiva alla disputa del torneo.
Viene poi scelto come ultimo partecipante il danese Holger Rune, vincitore di un torneo 1000 ma non di uno Slam.

## Albo d'oro

### Statistiche
| Edizione | Vincitore     | Finalista      | 3º Posto      |
| -------- | ------------- | -------------- | ------------- |
| 2024     | Jannik Sinner | Carlos Alcaraz | Novak Đoković |